# Jekani
Jekani is een bestuurslaag in het regentschap Sragen van de provincie Midden-Java, Indonesië. Jekani telt 4149 inwoners (volkstelling 2010).